# Gotarces II de Partia
Gotarces II de Partia fue un rey que gobernó sobre el Imperio parto desde aproximadamente 40 hasta 51. Era hijo de Artabano II. Cuando éste murió y legó el Imperio a su primogénito, Vardanes I, Gotarces se rebeló contra su hermano.
Pronto fue conocido y detestado por su crueldad, —entre muchas otras muertes, asesinó a su hermano Artabano y a toda su familia— lo que ayudó a Vardanes a recuperar el trono. Gotarces huyó entonces a Hircania y reunió un ejército de nómadas dahe.
La guerra entre ambos reyes finalizó por un tratado, pues ambos temían las conspiraciones de sus nobles. Gotarces regresó entonces a Hircania. Cuando Vardanes fue asesinado, alrededor de 47, Gotarces fue reconocido como rey en todo el imperio. Añadió entonces a sus monedas los habituales títulos párticos: ΒΑϹΙΛΕΩϹ ΒΑϹΙΛΕΩΝ ΕΥΕΡΓΕΤΟΥ ΑΡϹΑΚΟΥ ΔΙΚΑΙΟΥ ΕΠΙΦΑΝΟΥϹ ΦΙΛΕΛΛΗΝΟϹ - Rey de reyes Arsaces, el benefactor, el justo, el ilustre amigo de los griegos - sin mencionar su nombre real.

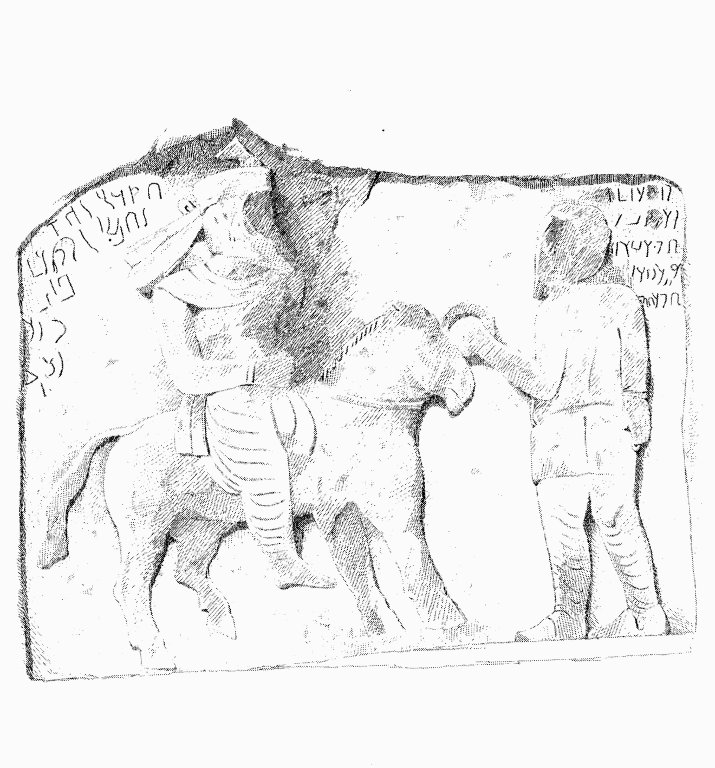
Bajorrelieve de Behistún que muestra la investidura del rey Gotarces I o II en Sar-e Pol-e Zahab, Irán.

El descontento general causado por su crueldad y lujuria indujeron a los nobles hostiles a enviar un mensaje al emperador romano, Claudio, pidiéndole que mandara a Partia al príncipe arsácida Meherdates, quien vivía como rehén en Roma. Meherdates cruzó el Éufrates en 49, pero fue derrotado y tomado prisionero por Gotarces, quien le cortó las orejas.
De acuerdo a Tácito, el mismo Gotarces murió poco después por una enfermedad. Flavio Josefo, por el contrario, afirma que fue asesinado. Su última moneda está fechada en junio de 51. Fue brevemente sucedido por Vonones II (probablemente su hermano) y después por su hijo Vologases I. 